# Magnificador de pantalla
Un magnificador de pantalla (o sistema de ampliación de pantalla) es un software que permite visualizar las imágenes de la pantalla en un tamaño más grande. Se trata de un tipo de tecnologías de apoyo (AT) para personas con discapacidad visual parcial. 

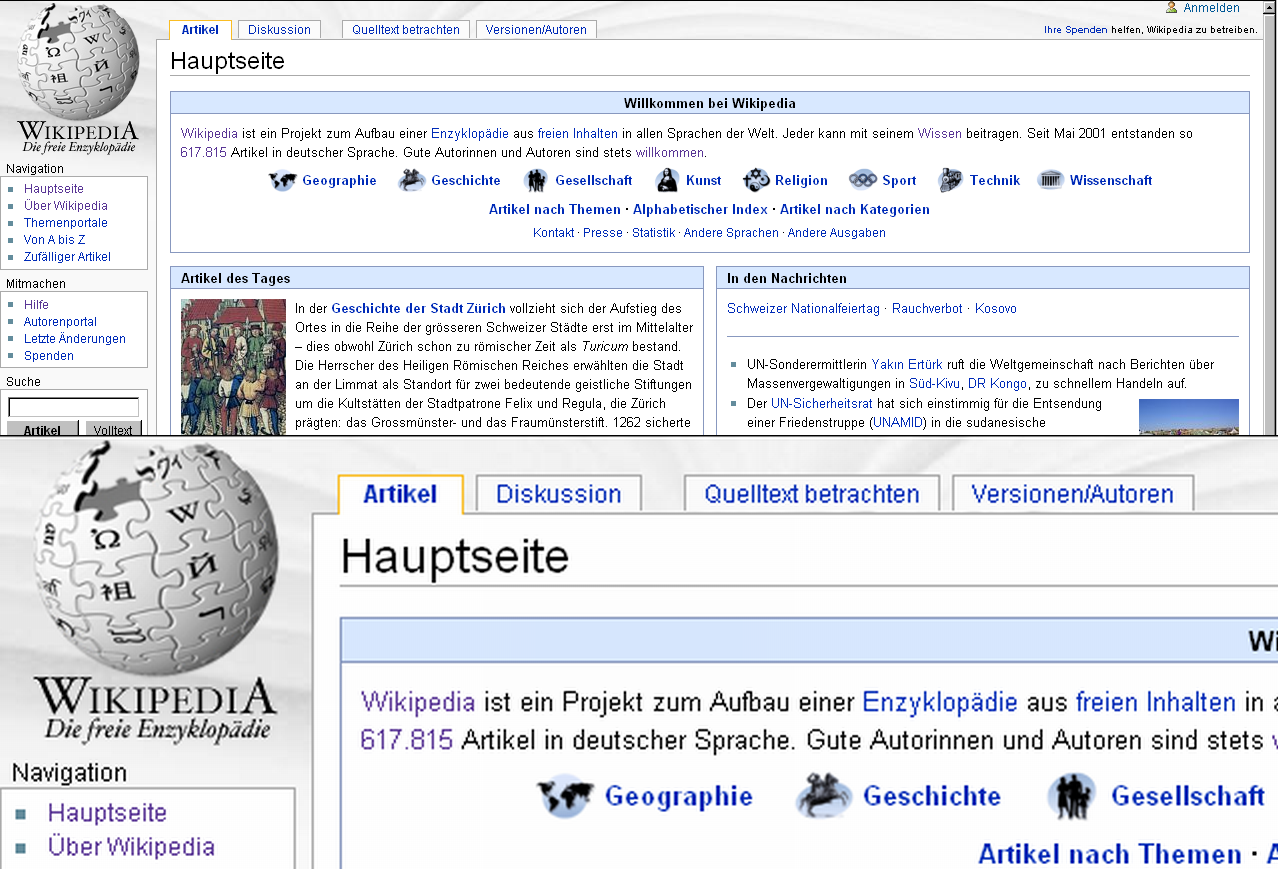
Magnificador de pantalla aplicado a Wikipedia

## Introducción
Los magnificadores de pantalla son una forma de AT muy útil para personas con baja visión, es decir se trata de una Tiflotecnología. A menudo se combina con otras formas de AT como los lectores de pantalla. La forma más sencilla de magnificador de pantalla es aquella que amplia una parte de la pantalla original del contenido. Ésta puede moverse según el interés del usuario, a medida que mueve el cursor del ratón.  Si este seguimiento es irregular o molesto para el usuario, es posible tomar un atajo con el teclado para abrir un menú que le permita reajustar la ampliación inicial. Las ventanas emergentes o cambios en el estado normal de la pantalla también pueden ser ajustados de manera rápida usando el teclado.

## Características
Son comunes los rangos de 1 a 16 ampliaciones. Cuanto mayor sea la ampliación, menor es el contenido visible de la proporción de la pantalla original, o mayor es la posible borrosidad, por lo que los usuarios tienden a utilizar aumentos medio-bajos.
Los magnificadores de pantalla suelen ofrecer otras opciones para personas con dificultades en la visión: 
- Inversión del color. Muchas personas con impedimentos visuales prefieren invertir los colores, normalmente cambiar el texto de negro a blanco, o de blanco a negro. Esto puede reducir el brillo de la pantalla y es útil para las personas que padecen degeneración macular relacionada con la edad.
- Personalización del cursor. El ratón y los cursores de texto a menudo pueden ser modificados de varias maneras: cambiando la forma (por ejemplo con un círculo), aumentando su dimensión, o estableciendo colores fuertes, con el propósito de ayudar al usuario a localizarlo en la pantalla.
- Diferentes modos de ampliación pueden alterar la manera en que se presentan la porción agrandada: cubriendo toda la pantalla, proporcionando una lente que se mueve alrededor de la pantalla normal, o usando una determinada parte ampliada.
- Lector de pantalla. Algunos magnificadores de pantalla poseen un ‘lector’, permitiendo que aquello que el usuario esté apuntando con el cursor sea leído, además de dar instrucciones para poder moverse por el ordenador fácilmente.
- Lectura automática. En ocasiones se pueden encontrar funciones de lectura automática donde el ‘lector de pantalla’ va leyendo lo que se está escribiendo, o en el caso de estar visualizando una web va expresando mediante voz la información disponible en la pantalla.

## Ejemplos
Los magnificadores de pantalla están disponibles de serie en los sistemas operativos, si bien algunos con mayores limitaciones que otros: 
- El sistema operativo Microsoft Windows ha incluido la "lupa" desde Windows 98.
- Mac OS también dispone de magnificador, además del llamado VoiceOver, que permite acceder a funcionalidades de lectura de pantalla de manera rápida, sin más que teclear una combinación en el teclado.
- Los sistemas operativos basados en Linux también contemplan esta funcionalidad de magnificación de pantalla.

Otros ejemplos de software para magnificar son: 
- ONCE-Mega
- Zoomtext Archivado el 31 de octubre de 2016 en Wayback Machine.
- iZoom
- MAGic

- Datos: Q692199